# Серитинга
Серитинга (порт. Seritinga) — муниципалитет в Бразилии. входит в штат Минас-Жерайс. Составная часть мезорегиона Юг и юго-запад штата Минас-Жерайс. Входит в экономико-статистический микрорегион Андреландия, который входит в Юг и юго-запад штата Минас-Жерайс. Население составляет 1854 человек на 2020 год. Занимает площадь 114 км². Плотность населения — 15,3 чел./км².
Праздник города — 30 декабря.

## История
Город основан 30 декабря 1962 года.

## Статистика
- Валовой внутренний продукт на 2003 год составляет 5 847 702,00 реалов (данные: Бразильский институт географии и статистики).
- Валовой внутренний продукт на душу населения на 2003 год составляет 3353,04 реалов (данные: Бразильский институт географии и статистики).
- Индекс развития человеческого потенциала на 2000 год составляет 0,735 (данные: Программа развития ООН).